# Body of Proof
Body of Proof er en amerikansk medicinsk drama tv-serie, der blev sendt på ABC fra 29 marts 2011 til 28 maj 2013 i USA, og med Dana Delany i hovedrollen som retsmediciner Dr. Megan Hunt.
Serien sendes på TLC i Danmark

## Rolleliste
- Dana Delany som Megan Hunt
- Jeri Ryan som Kate Murphy
- Geoffrey Arend som Ethan Gross
- Windell Middlebrooks som Curtis Brumfield
- Mary Mouser som Lacey Fleming
- Mark Valley som Tommy Sullivan[2][3]
- Elyes Gabel som Adam Lucas[3][4]
- John Carroll Lynch som Bud Morris[5]
- Sonja Sohn som Samantha Baker[6]
- Nicholas Bishop som Peter Dunlop[7]